# Døde i 2021
Døde i 2021 er en liste over notable personer, der er afgået ved døden i 2021. 

## Januar
| - Gerry Marsden - Martinus J.G. Veltman - Colin Bell - Howard Johnson - Sheldon Adelson - Josep Maria Mestres Quadreny - Mira Furlan - Larry King - Hal Holbrook - Lars Norén - Cicely Tyson |

- 2. januar - Nils-Ole Lund, dansk arkitekt og professor (født 1930).[1]
- 2. januar - Cléber Eduardo Arado, brasiliansk fodboldspiller (født 1972).[2]
- 3. januar - Gerry Marsden, engelsk sanger-sangskriver (født 1942).[3]
- 4. januar - Martinus J.G. Veltman, hollandsk fysiker og nobelprismodtager (født 1931).[4]
- 4. januar - Tanya Roberts, amerikansk skuespiller og model (født 1955).[5]
- 5. januar - Colin Bell, engelsk fodboldspiller (født 1946).[6]
- 7. januar - Michael Apted, engelsk filminstruktør (født 1941).[7]
- 10. januar - Walter Taibo, uruguayansk fodboldspiller (født 1931).[8]
- 11. januar - Howard Johnson, amerikansk jazzmusiker (født 1941).[9]
- 11. januar - Sheldon Adelson, amerikansk erhvervsmand (født 1933).[10]
- 13. januar - Eusébio Oscar Scheid, brasiliansk kardinal og ærkebiskop (født 1932).[11]
- 13. januar - Siegfried Fischbacher, tysk-amerikansk tryllekunstner (født 1939).[12]
- 16. januar - Muammer Sun, tyrkisk komponist (født 1932).[13]
- 16. januar - Phil Spector, amerikansk musikproducer (født 1939).[14]
- 18. januar - Maria Koterbska, polsk sangerinde (født 1924).[15]
- 18. januar - Josep Maria Mestres Quadreny, spansk komponist (født 1929).[16]
- 18. januar - Dani Shmulevich-Rom, israelsk fodboldspiller (født 1940).[17]
- 19. januar - Giovanni Zucchi, italiensk roer (født 1931).[18]
- 19. januar - Felipe Quispe, aymara-boliviansk aktivist og politiker (født 1942).[19]
- 20. januar - Pavel Blatný, tjekkisk pianist, komponist og dirigent (født 1931).
- 20. januar - Mira Furlan, kroatisk skuespillerinde (født 1955).[20]
- 20. januar - Carsten Thau, dansk professor (født 1947).[21]
- 21. januar - Peter Swan, engelsk fodboldspiller (født 1936).[22]
- 22. januar - Hank Aaron, amerikansk baseballspiller (født 1934).[23]
- 22. januar - Luton Shelton, jamaicansk fodboldspiller (født 1985).
- 23. januar - Larry King, amerikansk studievært (født 1933).[24]
- 23. januar - Hal Holbrook, amerikansk skuespiller (født 1925).[25]
- 25. januar - Jørgen Flindt Pedersen, dansk journalist og forfatter (født 1940).[26]
- 25. januar - Jean Richard, fransk professor og korstogshistoriker (født 1921).[27]
- 26. januar - Lars Norén, svensk dramatiker (født 1944).[28]
- 26. januar - Jozef Vengloš, slovakisk fodboldspiller og -træner (født 1936).[29]
- 26. januar - Cloris Leachman, amerikansk skuespiller (født 1926).[30]
- 28. januar - Paul J. Crutzen, hollandsk videnskabsmand (født 1933).[31]
- 28. januar - Cicely Tyson, amerikansk skuespillerinde og model (født 1924).[32]
- 29. januar - Yvon Douis, fransk fodboldspiller (født 1935).[33]
- 30. januar - Sophie, skotsk musiker og musikproducer (født 1986).[34]
- 31. januar - Niels Boserup, dansk journalist og erhvervsmand (født 1943).[35]

## Februar
| - Christopher Plummer - Leon Spinks - George P. Shultz - Chick Corea - Carlos Saúl Menem - Leopoldo Luque - Mauro Bellugi - Lawrence Ferlinghetti - Michael Somare |

- 5. februar − Christopher Plummer, canadisk skuespiller (født 1929).[36]
- 5. februar − Leon Spinks, amerikansk bokser (født 1953).[37]
- 6. februar − George P. Shultz, amerikansk udenrigsminister (født 1920).[38]
- 7. februar - Mario Osbén, chilensk fodboldmålmand (født 1955).[39]
- 8. februar - Mary Wilson, amerikansk sangerinde (født 1944).[40]
- 8. februar - Jean-Claude Carrière, fransk manuskriptforfatter og skuespiller (født 1931).[41]
- 8. februar - Stig Brøgger, dansk billedhugger (født 1941).[42]
- 9. februar - Chick Corea, amerikansk jazzmusiker (født 1941).[43]
- 10. februar - Anne Bech, fitness-guru og forfatter (født 1978).[44]
- 10. februar - Larry Flynt, amerikansk forlægger (født 1942).[45]
- 10. februar - Dai Davies, walisisk fodboldspiller (født 1948).[46]
- 10. februar - Ebba Nørager, dansk skuespillerinde (født 1927).[47]
- 12. februar - Milford Graves, amerikansk jazz-trommeslager (født 1941).[48]
- 12. februar - Kenjiro Yoshigasaki, japansk aikidoinstruktør (født 1951).[49]
- 14. februar - Carlos Saúl Menem, argentinsk præsident (født 1930).[50]
- 15. februar - Leopoldo Luque, argentinsk fodboldspiller (født 1949).[51]
- 17. februar - Rush Limbaugh, amerikansk radiovært og politisk kommentator (født 1951).[52]
- 20. februar - Mauro Bellugi, italiensk fodboldspiller (født 1950).[53]
- 22. februar - Lawrence Ferlinghetti, amerikansk digter (født 1919).[54]
- 24. februar - Philippe Jaccottet, schweizisk digter og oversætter (født 1925).[55]
- 26. februar - Michael Somare, papuansk premierminister (født 1936).[56]
- 26. februar - Alfredo Quintana, portugisisk håndboldspiller (født 1988).[57]
- 26. februar - Aleksandr Klepikov, russisk roer (født 1950).[58]

## Marts
| - Lars Göran Petrov - Tommy Troelsen - Yaphet Kotto - John Magufuli - George Segal - Didier Ratsiraka - Bertrand Tavernier |

- 2. marts - Svend Johansen, dansk skuespiller (født 1930).[59]
- 4. marts - Louis Jensen, dansk forfatter (født 1943).[60]
- 7. marts - Lars Göran Petrov, svensk sanger (født 1972).[61]
- 7. marts - Sanja Ilić, serbisk komponist og keyboardspiller (født 1951).[62]
- 9. marts - Tommy Troelsen, dansk fodboldspiller (født 1940).[63]
- 9. marts - John Polkinghorne, engelsk teoretisk fysiker og teolog (født 1930).[64]
- 10. marts - Per Kleppe, norsk økonom og politiker (født 1923).[65]
- 12. marts - Ronald DeFeo, Jr., amerikansk morder (født 1951).[66]
- 15. marts - Yaphet Kotto, amerikansk skuespiller (født 1939).[67]
- 17. marts - John Magufuli, tanzaniansk præsident (født 1959).[68]
- 18. marts - Paul Jackson, amerikansk bassist (født 1947).[69]
- 20. marts - Else Hammerich, dansk EU-parlamentariker (født 1936).[70]
- 20. marts - Peter Lorimer, skotsk fodboldspiller (født 1946).[71]
- 21. marts - André Lublin, dansk pensionsselskabsdirektør (født 1940).[72]
- 22. marts - Frank Worthington, engelsk fodboldspiller (født 1948).[73]
- 23. marts - George Segal, amerikansk skuespiller (født 1934).[74]
- 23. marts - Peter Viskinde, dansk musiker og sangskriver (født 1953).[75]
- 25. marts - Bertrand Tavernier, fransk filminstruktør (født 1941).[76]
- 26. marts - Hans V. Bischoff, dansk journalist (født 1932).[77]
- 27. marts - Jacob Andersen, dansk perkussionist (født 1960)[78]
- 28. marts - Didier Ratsiraka, madagaskisk politiker (født 1936).[79]
- 29. marts - Bashkim Fino, albansk politiker og tidligere premierminister (født 1962).[80]

## April
| - Prins Philip - Bernard Madoff - Helen McCrory - Walter Mondale - Michael Collins - El Risitas - Flemming Hansen |

- 1. april - Isamu Akasaki, japansk fysiker (født 1929).[81]
- 3. april - Robert Mundell, canadisk økonom og professor (født 1932).[82]
- 4. april - Jens-Peter Bonde, dansk EU-parlamentariker (født 1948).[83]
- 5. april - Marshall Sahlins, amerikansk antropolog (født 1930).[84]
- 7. april - Doug Holden, engelsk fodboldspiller (født 1930).[85]
- 8. april - Conn Findlay, amerikansk roer og dobbelt olympisk mester (født 1930).[86]
- 9. april - Philip, britisk prins (født 1921).[87]
- 9. april - DMX, amerikansk rapper og skuespiller (født 1970).[88]
- 9. april - Kirsten Aschengreen Piacenti, dansk kunsthistoriker og museumsdirektør (født 1929).[89]
- 14. april - Bernard Madoff, amerikansk finansmand og storsvindler (født 1938).[90]
- 15. april - Gunnar Hoydal, færøsk forfatter (født 1941).[91]
- 15. april - Poul Bilde, dansk fodboldspiller (født 1938).[92]
- 16. april - Helen McCrory, britisk skuespillerinde (født 1968).[93]
- 19. april - Walter Mondale, amerikansk vicepræsident og præsidentkandidat (født 1928).[94]
- 19. april - Birgitte Reimer, dansk skuespillerinde (født 1926).[95]
- 20. april - Idriss Déby, tchadiansk præsident (født 1952).[96]
- 23. april - Steen Springborg, dansk skuespiller (født 1954).[97]
- 23. april - Fredi, finsk sanger og musiker (født 1942).[98]
- 24. april - Jozsef Soproni, ungarsk komponist (født 1930).[99]
- 28. april - Michael Collins, amerikansk astronaut (født 1930).[100]
- 28. april - El Risitas, spansk komiker og skuespiller (født 1956).[101]
- 29. april - John Hinch, engelsk trommeslager (født 1947).[102]
- 30. april - Flemming Hansen, dansk politiker og minister (født 1939).[103]
- 30. april - Preben Østerfelt, dansk skuespiller og instruktør (født 1939).[104]

## Maj
| - Olympia Dukakis - Johannes Møllehave - Poul Schlüter |

- 1. maj - Olympia Dukakis, amerikansk skuespillerinde (født 1931).[105]
- 3. maj - Rafael Albrecht, argentinsk fodboldspiller (født 1941).[106]
- 4. maj - Kirsten Stallknecht, dansk sygeplejerske og fagforeningsformand (født 1937).[107]
- 4. maj - Nick Kamen, britisk model og skuespiller (født 1962)[108]
- 5. maj - Bertil Johansson, svensk fodboldspiller og -træner (født 1935).[109]
- 10. maj - Johannes Møllehave, dansk præst, forfatter og foredragsholder (født 1937).[110]
- 11. maj - Norman Lloyd, amerikansk skuespiller (født 1914).[111]
- 14. maj - Ester Mägi, estisk komponist (født 1922).[112]
- 17. maj - Michael Bruun, dansk musiker, komponist, producer m.m (født 1950).[113]
- 20. maj - Ingvar Cronhammar, dansk-svensk billedhugger (født 1947).[114]
- 20. maj - Sándor Puhl, ungarsk fodbolddommer (født 1955).[115]
- 22. maj - Francesc Arnau, fransk fodboldmålmand (født 1975).[116]
- 25. maj - John Warner, amerikansk politiker og flådeminister (født 1927).[117]
- 25. maj - Søren Holm, dansk sanger.[118]
- 26. maj - Tarcisio Burgnich, italiensk fodboldspiller (født 1939).[119]
- 27. maj - Poul Schlüter, dansk statsminister (født 1929).[120]
- 28. maj - Mark Eaton, amerikansk basketballspiller (født 1957).[121]
- 29. maj - B.J. Thomas, amerikansk sanger (født 1942).[122]
- 29. maj - Paolo Maurensig, italiensk forfatter, (født 1943).[123]
- 29. maj - Thomas Mathiesen, norsk retssociolog (født 1933).[124]
- 31. maj - Jørn Rosenville, sanger, født (født 1948).[125]

## Juni
| - Lucinda Riley - Kenneth Kaunda - Giampiero Boniperti - Benigno Aquino III - Donald Rumsfeld |

- 1. juni - Amedeo af Savoyen-Aosta, italiensk prins og tronprætendent (født 1943).[126]
- 2. juni - David Rehling, dansk skribent og jurist (født 1949)[127]
- 4. juni - Friederike Mayröcker, østrigsk forfatter (født 1924).[128]
- 4. juni - Eske K. Mathiesen, dansk digter (født 1944)).[129]
- 5. juni - Richard R. Ernst, schweizisk fysisk kemiker og nobelprismodtager (født 1933).[130]
- 6. juni - Ei-ichi Negishi, japansk kemiker og nobelprismodtager (født 1935).[131]
- 9. juni - Diogo Correa de Oliveira, brasiliansk fodboldspiller (født 1983).[132]
- 11. juni - Lucinda Riley, irsk forfatter (født 1968).[133]
- 13. juni - Saadi Youssef, irakisk forfatter og aktivist (født 1934).[134]
- 13. juni - Ned Beatty, amerikansk skuespiller (født 1937).[135]
- 14. juni - Markis Kido, indonesisk badmintonspiller (født 1984).[136]
- 14. juni - Enrique Bolaños, nicaraguansk politiker og præsident (født 1928).[137]
- 15. juni - Vladimir Sjatalov, russisk kosmonaut (født 1927).[138]
- 15. juni - Lily Weiding, dansk skuespillerinde (født 1924).[139]
- 17. juni - Kenneth Kaunda, zambiansk politiker og præsident (født 1924).[140]
- 18. juni - Giampiero Boniperti, italiensk fodboldspiller (født 1928).[141]
- 23. juni - John McAfee, britisk-amerikansk programmør og forretningsmand (født 1945).[142]
- 24. juni - Benigno Aquino III, tidligere filippinsk præsident (født 1960).[143]
- 26. juni - Hans Holtegaard, dansk skuespiller (født 1952).[144]
- 26. juni - Frederic Rzewski, amerikansk komponist og pianist (født 1938).[145]
- 26. juni - Mike Gravel, amerikansk senator (født 1930).[146]
- 28. juni - Henrik Vilhelm Voldmester, dansk billedhugger (født 1946).[147]
- 29. juni - Donald Rumsfeld, amerikansk politiker og tidliger forsvarsminister (født 1932).[148]
- 29. juni - Jørgen Sonnergaard, dansk oversætter og forfatter (født 1936).[149]

## Juli
| - Jovenel Moïse - Paul Mariner - Mamnoon Hussain - Kurt Westergaard - Bent Melchior - Albert Dyrlund |

- 1. juli - Louis Andriessen, nederlandsk komponist (født 1939).[150]
- 2. juli - Nikolaj Slitjenko, russisk sanger og skuespiller (født 1934).[151]
- 3. juli - Ted Nash, amerikansk roer (født 1932).[152]
- 5. juli - Richard Donner, amerikansk filminstruktør (født 1930).
- 5. juli - Raffaella Carrà, italiensk sangerinde (født 1943).
- 7. juli - Jovenel Moïse, haitisk politiker og præsident (født 1968).[153]
- 9. juli - Paul Mariner, engelsk fodboldspiller (født 1953).[154]
- 12. juli - Mick Bates, engelsk fodboldspiller (født 1947).[155]
- 12. juli - Paul Orndorff, amerikansk wrestler (født 1949).[156]
- 14. juli - Mamnoon Hussain, pakistansk politiker og præsident (født 1940).[157]
- 14. juli - Kurt Westergaard, dansk karikaturtegner (født 1935).[158]
- 20. juli - Vita Andersen, dansk forfatter (født 1942).[159]
- 20. juli - Dinos Constantinides, græsk-født amerikansk komponist og violinist (født 1929).[160]
- 23. juli - Steven Weinberg, amerikansk teoretisk fysiker og nobelprismodtager (født 1933).
- 26. juli - Mike Enzi, amerikansk politiker (født 1944).[161]
- 26. juli - Grethe Rostbøll, dansk politiker og minister (født 1941).[162]
- 26. juli - Nathan "Joey" Jordison, amerikansk musiker (født 1975).[163]
- 27. juli - Dusty Hill, amerikansk bassist (født 1949).[164]
- 28. juli - Bent Melchior, dansk overrabbiner (født 1929).[165]
- 28. juli - Albert Dyrlund, dansk youtuber og influencer (født 1998).
- 29. juli - Carl Levin, amerikansk politiker og senator (født 1934).[166]
- 31. juli - Terry Cooper, engelsk fodboldspiller og -træner (født 1944).[167]

## August
| - Gerd Müller - Sean Lock - Sonny Chiba - Tom T. Hall - Don Everly - Eric Wagner - Hissène Habré - Gunilla Bergström - Ed Asner - Jacques Rogge |

- 1. august - Abdalqadir as-Sufi, skotskfødt sufistisk sheikh og religiøs leder (født 1930).[168]
- 6. august - Trevor Moore, amerikansk komiker m.m. (født 1980).[169]
- 12. august - Una Stubbs, engelsk skuespiller (født 1937).[170]
- 14. august - R. Murray Schafer, canadisk komponist (født 1933).[171]
- 14. august - Johan Fogh, dansk arkitekt (født 1947).[172]
- 15. august - Gerd Müller, tysk fodboldspiller (født 1945).[173]
- 15. august - Sten Hegeler, dansk psykolog (født 1923).[174]
- 16. august - Sean Lock, engelsk komiker (født 1963).[175]
- 17. august - Olav Akselsen, norsk politiker (født 1965).[176]
- 19. august - Sonny Chiba, japansk skuespiller (født 1939).[177]
- 20. august - Tom T. Hall, amerikansk countrymusiker (født 1936).[178]
- 21. august - Don Everly, amerikansk sanger (født 1937).[179]
- 23. august - Eric Wagner, amerikansk heavy metal-sanger (født 1959).[180]
- 23. august - Gunilla Bergström, svensk børnebogsforfatter (født 1942).[181]
- 23. august - Jean-Luc Nancy, fransk filosof (født 1940).
- 24. august - Hissène Habré, tidligere præsident i Tchad (født 1942).[182]
- 24. august - Charlie Watts, engelsk trommeslager (født 1941).
- 27. august - Edmond H. Fischer, amerikansk fysiker og nobelprismodtager (født 1920).[183]
- 29. august - Ed Asner, amerikansk skuespiller (født 1929).[184]
- 29. august - Jacques Rogge, belgisk sejler og præsident for den Internationale Olympiske Komité (IOC) (født 1942).[185]
- 29. august - Lee Perry, jamaicansk reggaemusiker (født 1936).[186]
- 31. august - Julie Ditty, amerikansk tennisspiller (født 1979).[187]

## September
| - Mikis Theodorakis - Jean-Paul Belmondo - Michael K. Williams - Jorge Sampaio - Jón Sigurðsson - Abimael Guzmán - George Mraz - Abdelaziz Bouteflika - Chris Anker Sørensen - Jimmy Greaves - Kjell Askildsen |

- 2. september - Mikis Theodorakis, græsk komponist (født 1925).[188]
- 5. september - Sarah Harding, britisk sangerinde (født 1981).[189]
- 6. september - Jean-Paul Belmondo, fransk skuespiller (født 1933).[190]
- 6. september - Michael K. Williams, amerikansk skuespiller (født 1966).[191]
- 10. september - Jorge Sampaio, portugisisk politiker og tidligere præsident (født 1939).[192]
- 10. september - Lars-Henrik Schmidt, dansk idéhistoriker og filosof (født 1953).[193]
- 10. september - Jón Sigurðsson, islandsk politiker og tidligere nationalbankdirektør (født 1946).[194]
- 11. september - Abimael Guzmán, peruviansk guerillaleder og terrorist (født 1934).[195]
- 12. september - John Shelby Spong, amerikansk teolog og biskop (født 1931).[196]
- 13. september - Antony Hewish, engelsk radioastronom og nobelprismodtager (født 1924).[197]
- 16. september - Clive Sinclair, britisk opfinder og fabrikant (født 1940).
- 17. september - Abdelaziz Bouteflika, algerisk politiker og tidligere præsident (født 1937).[198]
- 17. september - Thorstein Thomsen, dansk forfatter og musiker (født 1950).[199]
- 18. september - Chris Anker Sørensen, dansk cykelrytter (født 1984).[200]
- 18. september - Gudmund Restad, norsk politiker og finansminister (født 1937).
- 19. september - Jimmy Greaves, engelsk fodboldspiller (født 1940).[201]
- 20. september - Jan Jindra, tjekkisk roer og OL-vinder (født 1932).[202]
- 21. september - Mohamed Hussein Tantawi, egyptisk feltmarskal og kortvarigt Egyptens statsoverhoved (født 1935).[203]
- 21. september - Romano Fogli, italiensk fodboldspiller (født 1938).[204]
- 21. september - Willie Garson, skuespiller (født 1964)[205]
- 22. september - Orlando Martínez, cubansk bokser (født 1944).[206]
- 23. september - Kjell Askildsen, norsk forfatter (født 1929).[207]
- 24. september - Pee Wee Ellis, amerikansk musiker og komponist (født 1941).[208]
- 27. september - Roger Hunt, engelsk fodboldspiller (født 1938).[209]
- 30. september - Carlisle Floyd, amerikansk komponist (født 1926).[210]
- 30. september - José Pérez Francés, spansk cykelrytter (født 1936).[211]

## Oktober
| - Abolhassan Banisadr - Abdul Qadeer Khan - David Amess - Colin Powell - Mihaly Csikszentmihalyi - Bernard Haitink - Roh Tae-woo |

- 3. oktober - Lars Vilks, svensk kunstner og kunstprofessor (født 1946).[212]
- 3. oktober - Tomas Norström, svensk skuespiller (født 1956).[213]
- 4. oktober - Alan Kalter, amerikansk tv-speaker (født 1943).[214]
- 8. oktober - Bjarne Nielsen Brovst, dansk forfatter (født (1947).[215]
- 9. oktober - Abolhassan Banisadr, iransk præsident (født 1933).[216]
- 9. oktober - Charlotte Strandgaard, dansk forfatter (født 1943).[217]
- 10. oktober - Abdul Qadeer Khan, pakistansk atomfysiker (født 1936).[218]
- 15. oktober - David Amess, britisk politiker (født 1952).[219]
- 16. oktober - Alan Hawkshaw, engelsk komponist (født 1937).[220]
- 17. oktober - Anders Bodelsen, dansk forfatter (født 1937).[221]
- 18. oktober - Colin Powell, amerikansk general og udenrigsminister (født 1937).[222]
- 19. oktober - Hanus Domansky, slovakisk komponist og pianist (født 1944).[223]
- 20. oktober - Mihaly Csikszentmihalyi, ungarsk psykologiprofessor (født 1934).[224]
- 21. oktober - Bernard Haitink, hollandsk dirigent og violinist (født 1929).[225]
- 21. oktober - Einár, svensk rapper (født 2002).[226]
- 23. oktober - Robert Petersen, grønlandsk eskimolog og universitetsprofessor (født 1928).[227]
- 23. oktober - George Olesen, dansk vægtløfter (født 1960).[228]
- 24. oktober - James Michael Tyler, amerikansk skuespiller (født 1962).[229]
- 25. oktober - Fotini Gennimata, græsk partileder (PASOK) (født 1964).[230]
- 25. oktober - Søren Haslund-Christensen, dansk hofmarskal (født 1933).[231]
- 26. oktober - Roh Tae-woo, sydkoreansk tidligere præsident (født 1932).[232]
- 27. oktober - Bernd Nickel, tysk fodboldspiller (født 1949).[233]
- 29. oktober - Aleksandr Martysjkin, sovjetisk/russisk roer (født 1943).[234]
- 31. oktober - Dorothy Manley, britisk atlet og OL-medaljevinder (født 1927).[235]

## November
| - Ruth Ann Minner - Dean Stockwell - F.W. de Klerk - Per Aage Brandt - Ron Flowers - Wilbur Smith - Theuns Jordaan - Jørgen Haugen Sørensen - Hans Erik Dyvik Husby - Stephen Sondheim |

- 3. november - Kurt Thyboe, dansk forfatter, journalist og sportskommentator (født 1940).[236]
- 3. november - Joanna Bruzdowicz, polsk komponist (født 1943).[237]
- 4. november - Ruth Ann Minner, amerikansk politiker og forretningskvinde (født 1935).[238]
- 4. november - Mario Lavista, mexicansk komponist og professor (født 1943).[239]
- 5. november - Kunngi, grønlandsk multikunstner, (født 1952).[240]
- 7. november - Dean Stockwell, amerikansk skuespiller (født 1936).[241]
- 11. november - Frederik Willem de Klerk, sydafrikansk præsident (født 1936).[242]
- 11. november - Per Aage Brandt, dansk forfatter og sprogforsker (født 1944).[243]
- 12. november - Ron Flowers, engelsk fodboldspiller og manager (født 1934).[244]
- 13. november - Wilbur Smith, sydafrikansk forfatter (født 1933).[245]
- 15. november - Valerij Dolinin, russisk roer (født 1953).[246]
- 17. november - Theuns Jordaan, sydafrikansk sanger (født 1971).[247]
- 18. november - Jørgen Haugen Sørensen, dansk billedhugger (født 1934).[248]
- 18. november - Hans Henrik Bærentsen, dansk skuespiller (født 1956).[249]
- 19. november - Hans Erik Dyvik Husby, norsk sanger (født 1972).[250]
- 20. november - Slide Hampton, amerikansk basunist og komponist (født 1932).[251]
- 23. november - Chun Doo-hwan, sydkoreansk militærperson og præsident (født 1931).[252]
- 23. november - Henrik Fabricius, dansk ishockeyspiller (født 1945).[253]
- 24. november - Mārtiņš Brauns, lettisk komponist (født 1951).[254]
- 26. november - Stephen Sondheim, amerikansk komponist og tekstforfatter (født 1930).[255]
- 26. november - Aleksandr Timosjinin, russisk roer (født 1948).[256]
- 28. november - Norodom Ranariddh, cambodjansk prins og politiker (født 1944).[257]
- 28. november - Justo Gallego Martinez, spansk munk og katedralbygger (født 1925).
- Wikimedia Commons har flere filer relateret til Døde i 2021

- 29. november - David Gulpilil, australsk skuespiller (født 1953).[258]
- 30. november - Ray Kennedy, engelsk fodboldspiller (født 1951).[259]
- 30. november - Phil Dwyer, walisisk fodboldspiller (født 1953).[260]

## December
| - Bob Dole - Kåre Willoch - Lars Høgh - Mike Nesmith - Anne Rice - Robert H. Grubbs - Joan Didion - Desmond Tutu - Karolos Papoulias - Harry Reid - Betty White |

- 1. december - Alvin Lucier, amerikansk komponist (født 1931).[261]
- 3. december - Lamine Diack, senegalesisk forretningsmand og idrætsleder (født 1933).[262]
- 3. december - Horst Eckel, tysk fodboldspiller (født 1932).[263]
- 3. december - Jōji Yanami, japansk tegnefilmsdubber (født 1931).[264]
- 5. december - Bob Dole, amerikansk politiker (født 1923).[265]
- 6. december - John Miles, engelsk sanger (født 1949).[266]
- 6. december - Kåre Willoch, norsk statsminister (født 1928).[267]
- 6. december - Masayuki Uemura, japansk datalog og ingeniør (født 1943).[268]
- 8. december - Lars Høgh, dansk fodboldmålmand og målmandstræner (født 1959).[269]
- 8. december - Jacques Zimako, fransk fodboldspiller (født 1951).[270]
- 9. december - Cara Williams, amerikansk skuespiller (født 1925).[271]
- 10. december - Michael Nesmith, amerikansk musiker, guitarist og sangskriver bl.a. i gruppen The Monkees (født 1942).[272]
- 11. december - Povl Høst-Madsen, dansk journalist (født 1938).[273]
- 12. december - Anne Rice, amerikansk forfatter (født 1941).[274]
- 14. december - Ole Jensen, dansk teolog og professor (født 1937).[275]
- 15. december - bell hooks, amerikansk forfatter og filosof (født 1952).[276]
- 17. december - Vibeke Agnete Henning, dansk øjenlæge (født 1943).[277]
- 19. december - Robert H. Grubbs, amerikansk kemiker, professor og nobelprismodtager (født 1942).[278]
- 20. december - Giuseppe Galante, italiensk roer (født 1937).[279]
- 23. december - Joan Didion, amerikansk forfatter (født 1934).[280]
- 23. december - Chris Dickerson, amerikansk bodybuilder (født 1939).[281]
- 25. december - Thomas Lovejoy, amerikansk biolog og miljøaktivist (født 1941).[282]
- 25. december - Jean-Marc Vallée, canadisk filminstruktør (født 1963).[283]
- 26. december - Desmond Tutu, sydafrikansk ærkebiskop og menneskerettighedsaktivist (født 1931).[284]
- 26. december - Karolos Papoulias, græsk politiker og tidligere præsident (født 1929).[285]
- 26. december - Grzegorz Więzik, polsk fodboldspiller (født 1963).[286]
- 27. december - Keri Hulme, newzealandsk forfatter (født 1947).[287]
- 28. december - Hugo Maradona, argentinsk fodboldspiller (født 1969).[288]
- 28. december - Harry Reid, amerikansk senator (født 1939).[289]
- 30. december - Lya Luft, brasiliansk forfatter (født 1938).[290]
- 31. december - Betty White, amerikansk skuespillerinde (født 1922).[291]
- 31. december - Juraj Filas, slovakisk komponist (født 1955).[292]